# Валтер Марачињану (Ђурђу)
Валтер Марачињану (рум. Valter Mărăcineanu) насеље је у Румунији у округу Ђурђу у општини Јепурешти. Oпштина се налази на надморској висини од 83 m.

## Становништво
Према подацима из 2002. године у насељу је живело 141 становника, од којих су сви румунске националности.